# Kunstflug

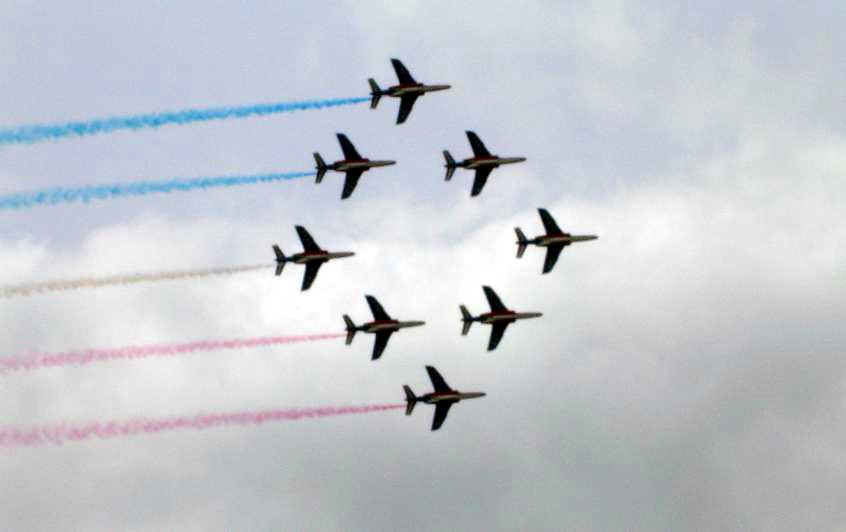
Patrouille de France auf der ILA Berlin

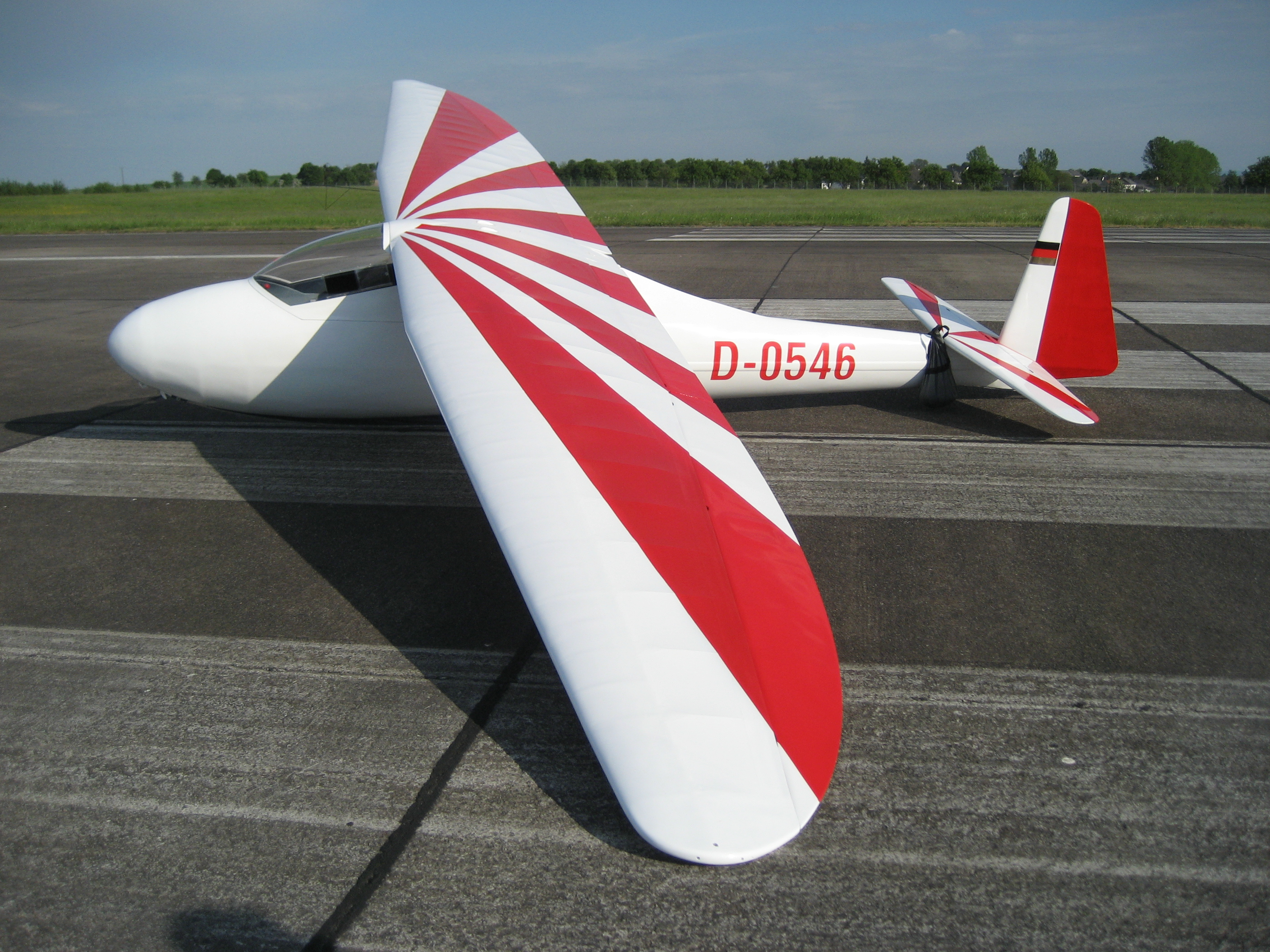
Die Lo-100 wurde 1952 vorgestellt und blieb bis Ende der 1980er-Jahre das Segelkunstflugzeug schlechthin. Heute wird die Vollacroklasse von Swift und Fox dominiert.

Kunstflug ist eine mit einem Luftfahrzeug ausgeführte Flugbewegung oder -figur, die für den Normalflug nicht erforderlich ist. Damit verbunden sind oft anomale Fluglagen und Fluggeschwindigkeiten sowie spezielle Flugmanöver wie beispielsweise Formationsflüge.
Mit dem Wort „Kunstflug“ wurden in der Frühzeit der Fliegerei alle durch den Menschen unternommene Flugversuche bezeichnet, als Gegensatz zum natürlichen Flug der Vögel. Siehe dazu Geschichte der Luftfahrt. Die gesetzlichen Bestimmungen definieren Kunstflug (in FCL.010 der Verordnung (EU) Nr. 1178/2011) als „ein absichtliches Manöver in Form einer abrupten Änderung der Fluglage eines Luftfahrzeugs, eine abnorme Fluglage oder eine abnorme Beschleunigung, die für einen normalen Flug oder für die Unterweisung für Lizenzen oder Berechtigungen außer der Kunstflugberechtigung nicht notwendig sind“.
Die lizenzrechtlichen Voraussetzungen für Kunstflug sind Bestandteil der EU.FCL-Richtlinien, das heißt Ausbildung und Lizenzierung für Kunstflug sind europaweit gleich geregelt. Danach bedürfen Flugzeug-, Hubschrauber- und Segelflugzeugführer für Kunstflüge nach § FCL.800 der europäischen Verordnung (EU) Nr. 1178/2011 eine entsprechende Kunstflugberechtigung, zu deren Erteilung eine mindest 5-stündige theoretische und praktische Kunstflugausbildung zu absolvieren ist.
Kunstflug wird auch mit geeigneten ferngesteuerten Flugmodellen durchgeführt.

## Rechtsgrundlagen
Die Voraussetzungen für Kunstflüge in Deutschland sind durch die Verordnung (EU) Nr. 1178/2011 (FCL.010 & FCL.800) und die dazugehörige AMC FCL.800, die Luftverkehrs-Zulassungs-Ordnung (§ 4), Paragraph SERA.3130 der Standardised European Rules of the Air (SERA) und die Verordnung zur Anpassung nationaler Regelungen an die Durchführungsverordnung (EU) Nr. 923/2012 vom 26. September 2012 zur Festlegung gemeinsamer Luftverkehrsregeln und Betriebsvorschriften für Dienste und Verfahren der Flugsicherung und zur Änderung der Durchführungsverordnung (EG) Nr. 1035/2011 sowie der Verordnungen (EG) Nr. 1265/2007, (EG) Nr. 1794/2006, (EG) Nr. 730/2006, (EG) Nr. 1033/2006 und (EU) Nr. 255/2010 vom 29. Oktober 2015 geregelt:
§ 14 Durchführung von Kunstflügen
§ 21 Flugverkehrskontrollfreigabe für Kunstflüge
§ 44 Ordnungswidrigkeiten
Erwerb der Berechtigung: seit 8. April 2014 europaweit gleich durch EU VO 1178/2011 FCL.800 geregelt.
Die früheren Einschränkungen nach § 122 der Verordnung über Luftfahrtpersonal bezüglich „Passagierkunstflügen“ sind entfallen.

## Motorkunstflug

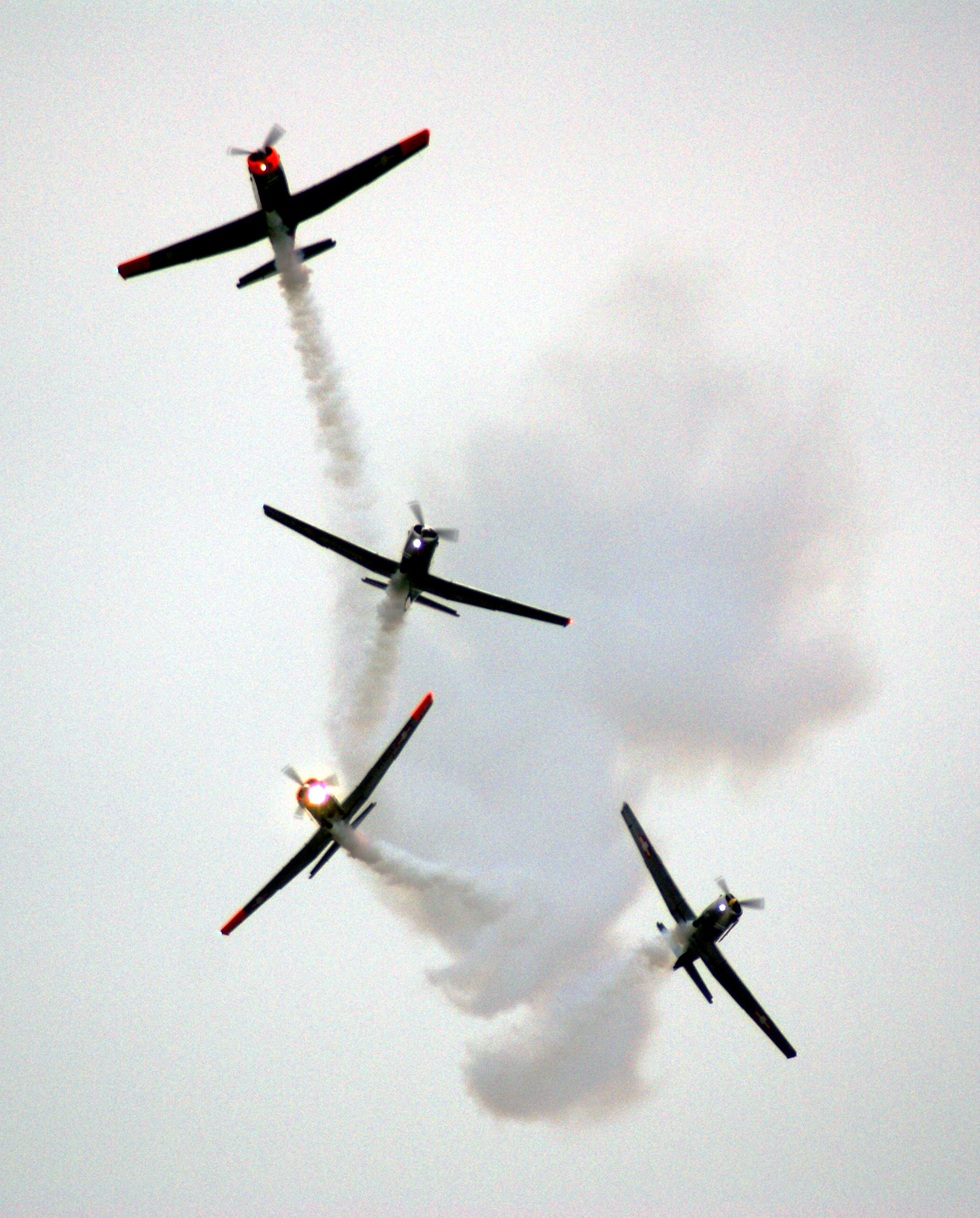
Kunstflugstaffel aus der Schweiz

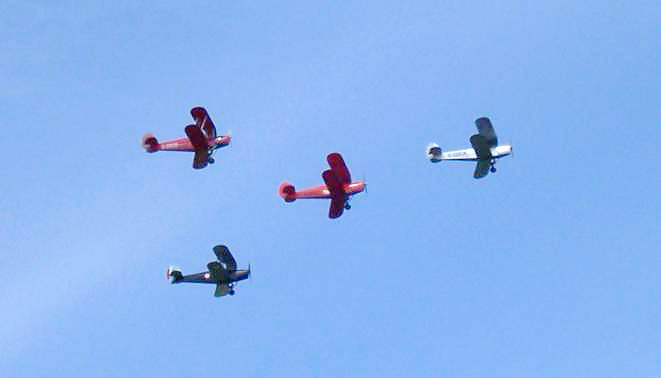
Vier Doppeldecker in Formation, ILA 2006

Der Kunstflug wird von Sportfliegern als eigene Sportart betrieben, mit Meisterschaften nach Regeln der FAI und der CIVA, mit nationaler und internationaler Wertung. Eine Kunstflugausbildung kann aber auch ohne Absicht einer Wettbewerbsteilnahme als Weiterbildung der fliegerischen Fertigkeiten durchgeführt werden und dient der Verbesserung der Flugsicherheit, da sie die Fähigkeiten des Piloten zur Ausleitung ungewöhnlicher Fluglagen (zum Beispiel ungewolltem Trudeln) verbessert.
Kunstflugfiguren und komplette Programme werden für den Wettbewerbskunstflug mit einem speziellen System von Symbolen, benannt nach dem Erfinder, dem spanischen Grafen J. Aresti, dargestellt. Jeder Figur ist dabei auch ein Schwierigkeitsgrad (der K-Wert) zugemessen, der bei einem Wettbewerb in die Bewertung einfließt. Der Aresti-Katalog enthält aber nur Figuren, die im Kunstflugwettbewerb zugelassen sind. Es gibt zahlreiche weitere Figuren wie zum Beispiel die Fassrolle oder der an Flugschauen gern gezeigte Lomcovák, die im Aresti-Katalog nicht enthalten sind (und folglich im Wettbewerb auch nicht zugelassen).
Zu den Kunstflugfiguren gehören unter anderem: Immelmann, Looping, Trudeln, Rolle, gerissene Rolle, Rückenflug, 
Turn, Rollenkreis, Torquen sowie Loopingacht, auch Kubanische Acht oder Kubanacht genannt. Um ein Kunstflugprogramm zu fliegen, werden verschiedene Figuren miteinander kombiniert. So kann beispielsweise eine Figur aus den folgenden Elementen bestehen: Vertikalflug, Rolle, gerissene Rolle, Turn, und dann im senkrechten Flug nach unten zwei gerissene Rollen.
Auf internationalen Wettbewerben konnten unter anderem die Piloten Erwin Bläske (Weltmeister Einzel und Mannschaft 1968), Klaus Schrodt (Weltmeister Unlimited 2002, Weltmeister Freestyle 2001–2005) und Matthias Dolderer Siege erzielen.
Die einzigen Flugzeuge weltweit, auf denen sämtliche Unlimited-Manöver doppelsitzig trainiert werden können, sind die Konstruktionen Extra 300, XtremeAir XA42 sowie Jak-54.
Einer der ersten beim Kunstflug Gestorbenen war der deutsche Konstrukteur Hermann Hofmann. Er verunglückte beim Europarundflug 1929 tödlich, als er mit seiner Arado L I über dem Flugplatzgelände Kunstflug präsentierte.

## Segelkunstflug

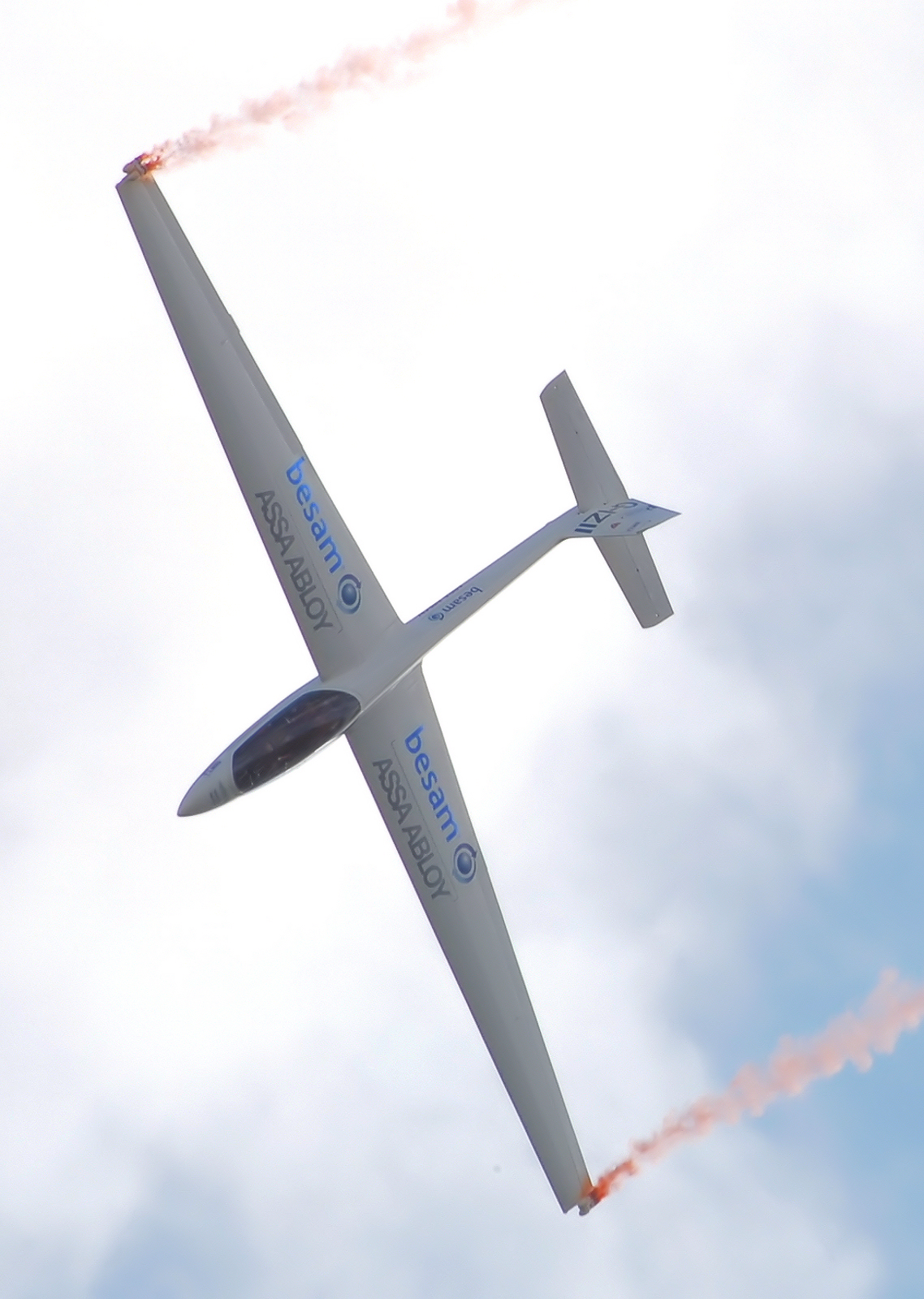
Eine Swift S-1 bei einer Vorführung in Kemble

1932 zeigte Willi Farner am internationalen Flugmeeting von Zürich ein Kunstflugprogramm auf dem selbst gebauten Typ W.F. 5. Laut Angaben aus Grenchen, dem Ort seines beruflichen Wirkens, war dies eine Weltneuheit.
Im Segelkunstflug finden, analog zum Motorkunstflug, Meisterschaften nach Regeln der FAI mit nationaler und internationaler Wertung statt. Daneben finden in Deutschland jährlich Doppelsitzerwettbewerbe in Blumberg und Meschede-Schüren sowie Vereinsmeisterschaften (Salzmann-Cup) statt.
Beim Kunstflug mit Segelflugzeugen ist die Ausgangshöhe ein wesentlicher Faktor: Die 1000 Höhenmeter der Box (Luftraum, in der die Flugfiguren ausgeführt werden) müssen ausreichen, um das Programm von in der Regel 10 Figuren abzufliegen. Das Energiemanagement spielt beim Segelkunstflug damit eine zentrale Rolle.
Daher wird das Flugprogramm so zusammengestellt, dass sich die Figuren möglichst flüssig aneinanderreihen lassen. Im Idealfall ist dann die Endgeschwindigkeit jeder Figur gleich der gewünschten Anfangsgeschwindigkeit der nächsten. Neigungsänderungen zwischen den Figuren zur Korrektur der Geschwindigkeit werden im Wettbewerb mit Abzügen bestraft. Der Pilot muss auch beachten, nicht durch unsauberes Fliegen, zu hohe Geschwindigkeiten oder unnötig hohe g-Belastungen (Fliehkräfte beim Aufziehen bzw. im Abfangbogen) Energie zu verschenken. Zu hohe g-Belastung kann zudem im Wettbewerb zu Abzügen führen, da beim Segelkunstflug eine harmonische Bewegung angestrebt wird. In die Bewertung fließt schließlich auch noch eine allgemeine Harmonienote ein.
Ein weiterer Unterschied zum Motorkunstflug ist das Fehlen des Propellerwindes, wodurch manche Figuren schwieriger zu fliegen sind. Weiterhin können keine Figuren geflogen werden, die auf der Kreiselwirkung des Propellers beruhen (gyroskopische Figuren).

### Ausbildung (Deutschland)
Um die Berechtigung zum Segelkunstflug in Deutschland zu erlangen, benötigt man nach dem Gesetz mindestens 40 Flugstunden oder 120 Starts nach Erhalt der Segelfluglizenz. Die Kunstflugausbildung muss mindestens 5 Stunden oder 20 Starts betragen, wobei die Schleppzeit eingerechnet wird. Die Ausbildung muss folgende Figuren umfassen:
1. Überschlag (= Looping)
2. Turn
3. gesteuerte Rolle
4. hochgezogene Rollenkehre
5. Aufschwung
6. Rückenflug
7. Trudeln

Der Ablauf der Ausbildung ist nicht gesetzlich festgeschrieben, es gibt dazu aber eine englischsprachige Acceptable means of compliance (AMC) der EASA und Empfehlungen des Deutschen Aeroclubs.
Obwohl es im Gesetz nicht vorgeschrieben ist, findet die Ausbildung in der Regel im Rahmen eines Lehrgangs statt. Manche Ausrichter verlangen für die Zulassung zum Lehrgang eine Flugerfahrung von 100 bis 150 Stunden. In der Regel wird Kunstflug mit F-Schlepp oder mit Hohenwindenstart (mindestens 2000 m Seillänge) durchgeführt.

### Ausbildung (Schweiz)
In der Schweiz ist seit dem Anpassungsprozess an die Richtlinien der EASA für den Erwerb der Kunstflugerweiterung eine Mindestflugerfahrung von 40 Flugstunden oder 120 Starts nach Erhalt der Segelfluglizenz erforderlich. Die Kunstflugausbildung kann mit jedem Segelfluglehrer gemacht werden, der selber im Besitz der Kunstflugerweiterung ist. Dabei umfasst die Ausbildung einen für die Berechtigung angemessenen theoretischen Unterricht und eine praktische Flugerfahrung von mindestens 5 Stunden oder 20 Flügen mit der entsprechenden Luftfahrzeugkategorie.
Die Kunstflugausbildung erfolgt in der Schweiz zweistufig. Zuerst wird die Erweiterung für einfachen Kunstflug erworben, die es dem Piloten gestattet, Kunstflugmanöver mit positiver g-Belastung durchzuführen. Erst danach kann er die Erweiterung für höheren Kunstflug erwerben, die auch das Fliegen von Rollen, Rückenflug und allgemein negativen Manövern erlaubt.
Zum Erwerb der Erweiterung für einfachen Kunstflug müssen in zwei Flügen folgende Figuren geflogen werden:
- je 1 Vrille (= Trudeln) von 3 Umdrehungen links und rechts
- je 2 Renversements (= Turns) links und rechts
- 2 Loopings
- je eine Steilspirale mit 3 Kreisen in maximal 30 Sekunden links und rechts
- jeder Flug ist mit einer Ziellandung zu beenden

Die Prüfung wird vor einem Experten abgelegt, die Erweiterung wird in die Lizenz eingetragen. Das Prüfungsprogramm ist im Gesetz festgelegt (RFP), der Ablauf der Ausbildung ist aber nicht vorgeschrieben, sondern es existiert lediglich eine Richtlinie des BAZL.
Die Ausbildung für den Erwerb der Erweiterung für höheren Kunstflug umfasst Rückenflug (geradeaus und Kurven), gesteuerte Rolle, Immelmann, Retournement und eine Gefahreneinweisung für Orientierungsverlust im Rückenflug. Der Inhalt dieser Ausbildung ist nicht gesetzlich festgelegt, sondern steht in einer Weisung des BAZL. Die Ausbildung wird vom Fluglehrer im Flugbuch bestätigt, sobald dieser das verantworten kann. Ein Prüfungsflug findet nicht statt.

### Leistungsabzeichen
In Deutschland verleiht die Sportfachgruppe Segelflug/Motorflug des Deutschen Aero Clubs seit 2001 bronzene, silberne und goldene Leistungsabzeichen Segelkunstflug mit dem Ziel, eine breitere sportliche Basis im deutschen Segelkunstflug zu schaffen. Während das bronzene und silberne Leistungsabzeichen auch im Alleinflug mit Schulungsdoppelsitzern wie der ASK 21 erflogen werden kann, sind die Anforderungen beim goldenen Leistungsabzeichen denen einer Kür der Unlimited-Klasse ähnlich.
In Österreich werden entsprechende Leistungsabzeichen vom Österreichischen Aero Club und in der Schweiz vom Segelflugverband der Schweiz verliehen.

## Hubschrauberkunstflug
Flugvorführungen mit Hubschraubern sind eine jüngere Form des Kunstfluges. Zu den ersten Staffeln, die den Hubschrauberkunstflug professionell betrieben, gehörten 1968 die britischen Blue Eagles. Die Flugmanöver unterscheiden sich deutlich von denen der Flugzeuge, was vor allem an der größeren Wendigkeit der Hubschrauber liegt. So gehören der Rückwärtsflug oder der Schwebeflug zum Standardrepertoire bei Flugvorführungen mit Hubschraubern. Solche Vorführungen werden oft auch als Helikopterballett bezeichnet.
Herkömmliche Kunstflugfiguren, also Rollen, Loopings etc. dürfen nur mit wenigen Modellen geflogen werden. Hier wird häufig die Bo 105 eingesetzt, da deren gelenkloser Rotorkopf – ein empfindliches Glied bei solchen Manövern – besonders stabil ausgelegt ist. Bei den Flugfiguren müssen die Piloten auch beachten, dass die elastischen Rotorblätter nicht mit dem Heckausleger kollidieren.

## Hängegleiter- und Gleitschirmkunstflug
Eine ebenso junge Form des Kunstfluges ist die Akrobatik mit Hängegleitern und Gleitschirmen. Seit 2006 werden auch Weltmeisterschaften in Hängegleiter- und Gleitschirm-Akrobatik durchgeführt.

## Militärischer Kunstflug

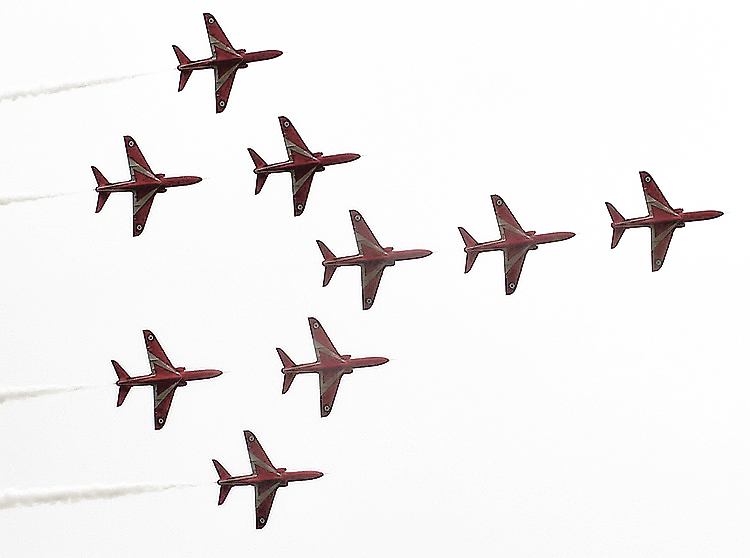
Red Arrows auf einer Flugschau in England

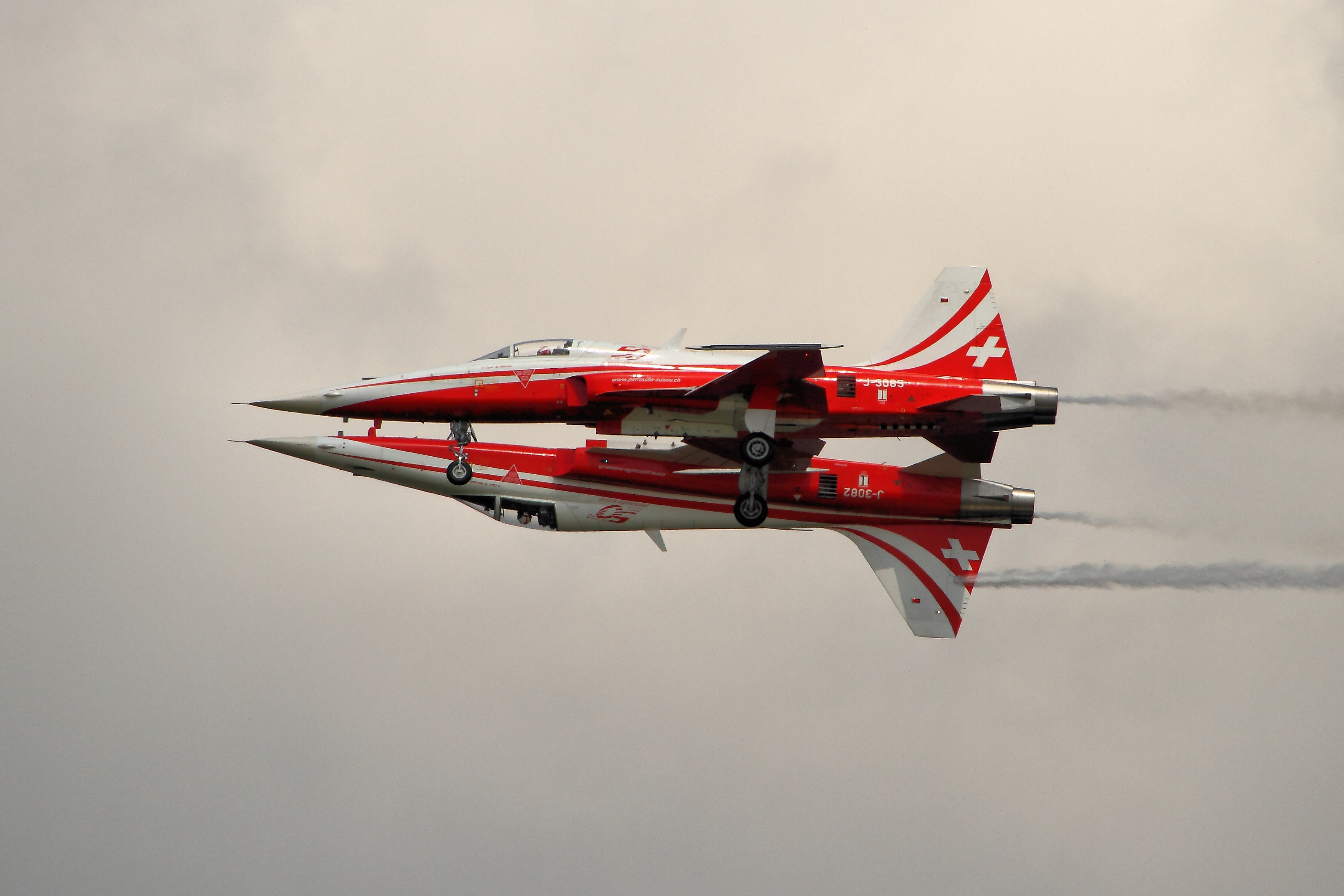
Patrouille Suisse (2014)

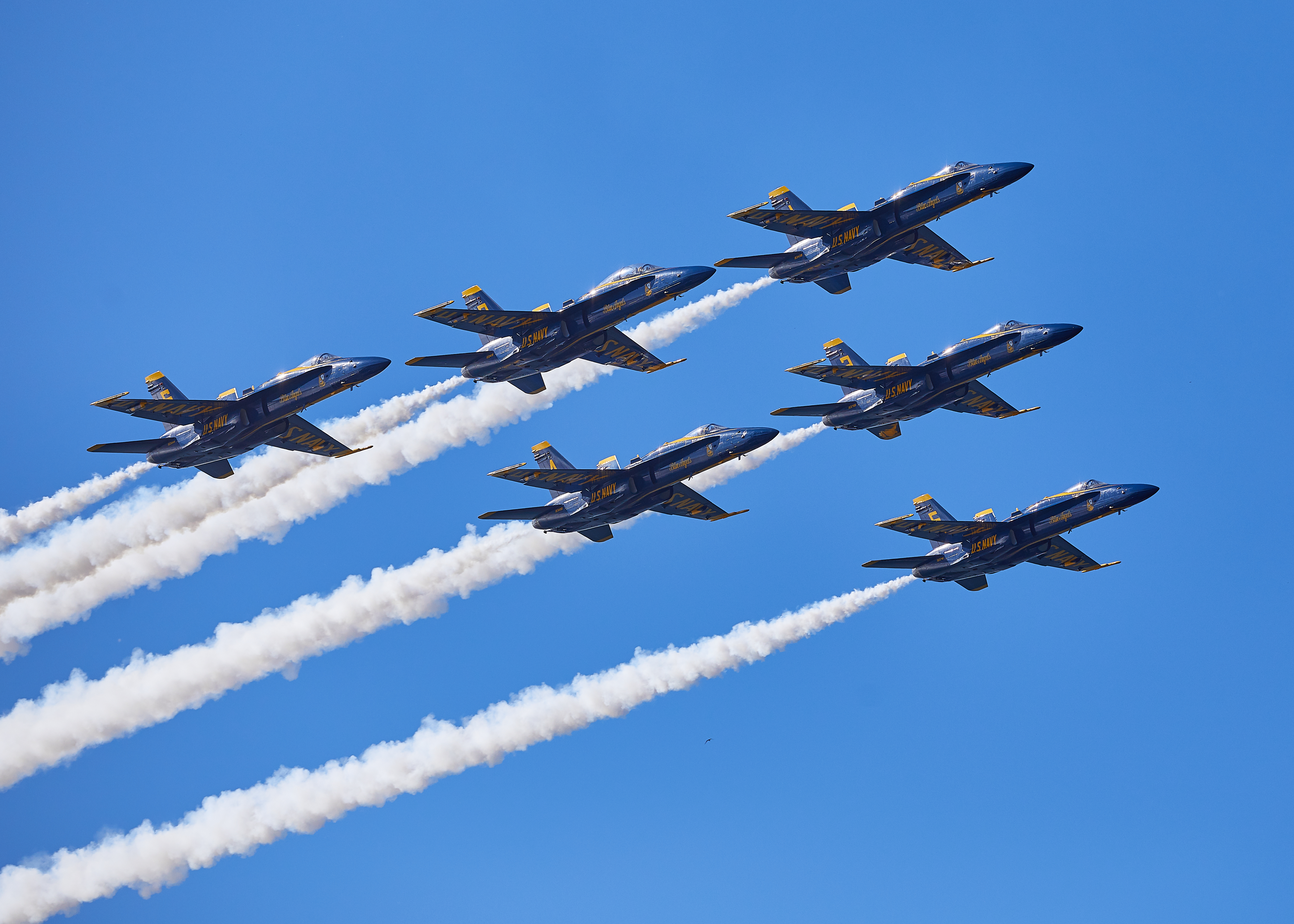
Blue Angels, die Kunstflugstaffel der United States Navy während der Fleet Week 2018 in San Francisco

Militärpiloten trainieren regelmäßig Flugmanöver, die in der Zivilluftfahrt zum Teil dem Kunstflug zugerechnet werden. Dabei wird aber weniger auf Präzision im Sinne des sportlichen Kunstfluges geachtet (exakte Winkel, kreisrunde Loopings etc.), sondern das Ziel ist, möglichst präzise bestimmte vorgegebene Figuren auch in den Grenzbereichen der Aerodynamik und der Leistungsparameter des Flugzeugs zu fliegen, um mit den Eigenschaften des Luftfahrzeugs vertraut zu werden oder zu bleiben. Dies dient unter anderem dazu, im Luftkampf die Leistungsfähigkeit des eigenen Flugzeugs bestmöglich auszunutzen.
Darüber hinaus unterhalten viele Nationen eigene Kunstflugstaffeln innerhalb ihrer Luftstreitkräfte, die auch auf Flugshows auftreten. Militärische Kunstflugstaffeln nutzen mehrheitlich düsengetriebene Kampfflugzeuge für ihre Vorführungen, meist leichte Trainingsflugzeuge wie die BAE Hawk oder die Aermacchi MB 339. Einige Staffeln setzen auch schwerere Kampfflugzeuge wie die F-18 ein. So wie der Flugzeugtyp variiert auch die Anzahl der Maschinen zwischen den Staffeln, meist zwischen fünf und acht Flugzeugen. Ausnahmen bilden hier die Red Arrows mit neun und die Frecce Tricolori mit zehn Maschinen.
Der Formationsflug spielt beim militärischen Kunstflug eine deutlich größere Rolle als im zivilen Bereich. Die Dauer der Flugvorführungen variiert sehr stark zwischen den verschiedenen Staffeln. Während das Programm der Patrouille Suisse ca. 18 Minuten dauert, sind es bei den Red Arrows bis zu 30 Minuten. Generell werden bei schlechtem Wetter, insbesondere starker Bewölkung und Regen, verkürzte Displays geflogen. Im Normalfall spricht man von drei Programmvarianten im militärischen Verbandskunstflug: Vom Schönwetterprogramm oder Fulldisplay, vom Rollingdisplay bei Bewölkung, und vom Flatdisplay oder aber auch Schlechtwetterprogramm bei ungünstigsten Wetterbedingungen, die gerade noch eine Vorführung erlauben.
Nach dem Unfall von 1988 auf dem Flugtag von Ramstein mit 70 Opfern sind deutsche Flugshows fast nicht mehr an der Tagesordnung und vor allem strengen Auflagen unterlegt worden, die den Abstand zum Publikum, Flugrichtung und Figuren stark einschränken bzw. militärischen Verbandskunstflug in seiner vollen Entfaltung nicht zulassen. Die Bundeswehr hatte bereits 1962, nach dem Unfall einer Starfighter-Formation der Luftwaffe, bei dem alle vier Piloten ums Leben kamen, auf eigene Kunstflugstaffeln verzichtet.
Zu den bekanntesten militärischen Kunstflugstaffeln zählen die britischen Red Arrows, die französische Patrouille de France, die Schweizer Patrouille Suisse, die italienische Frecce Tricolori, die US-amerikanischen Blue Angels und Thunderbirds, die russischen Russkije witjasi sowie auch die türkische Türk Yıldızları.

## Risiken

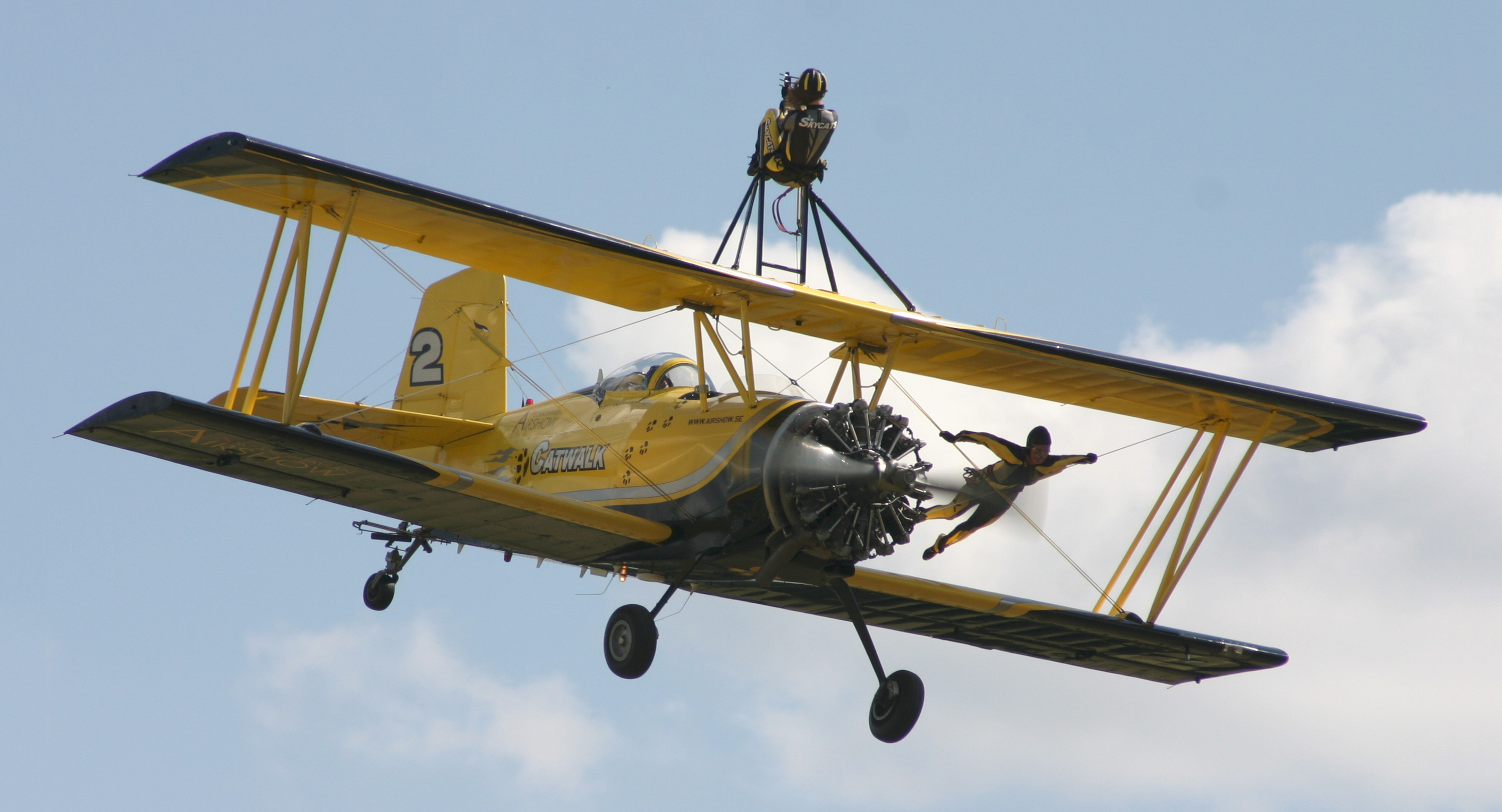
Besonders in den USA war Wingwalking und andere Akrobatik am Flugzeug populär. Solche Stunts stellen auch an den Piloten sehr hohe Anforderungen (Schwerpunkt, Aerodynamik, „rücksichtsvolles“ Fliegen). Dennoch sind sie kein Kunstflug im engeren Sinn, auch dann nicht, wenn dazu noch ein Looping geflogen wird.

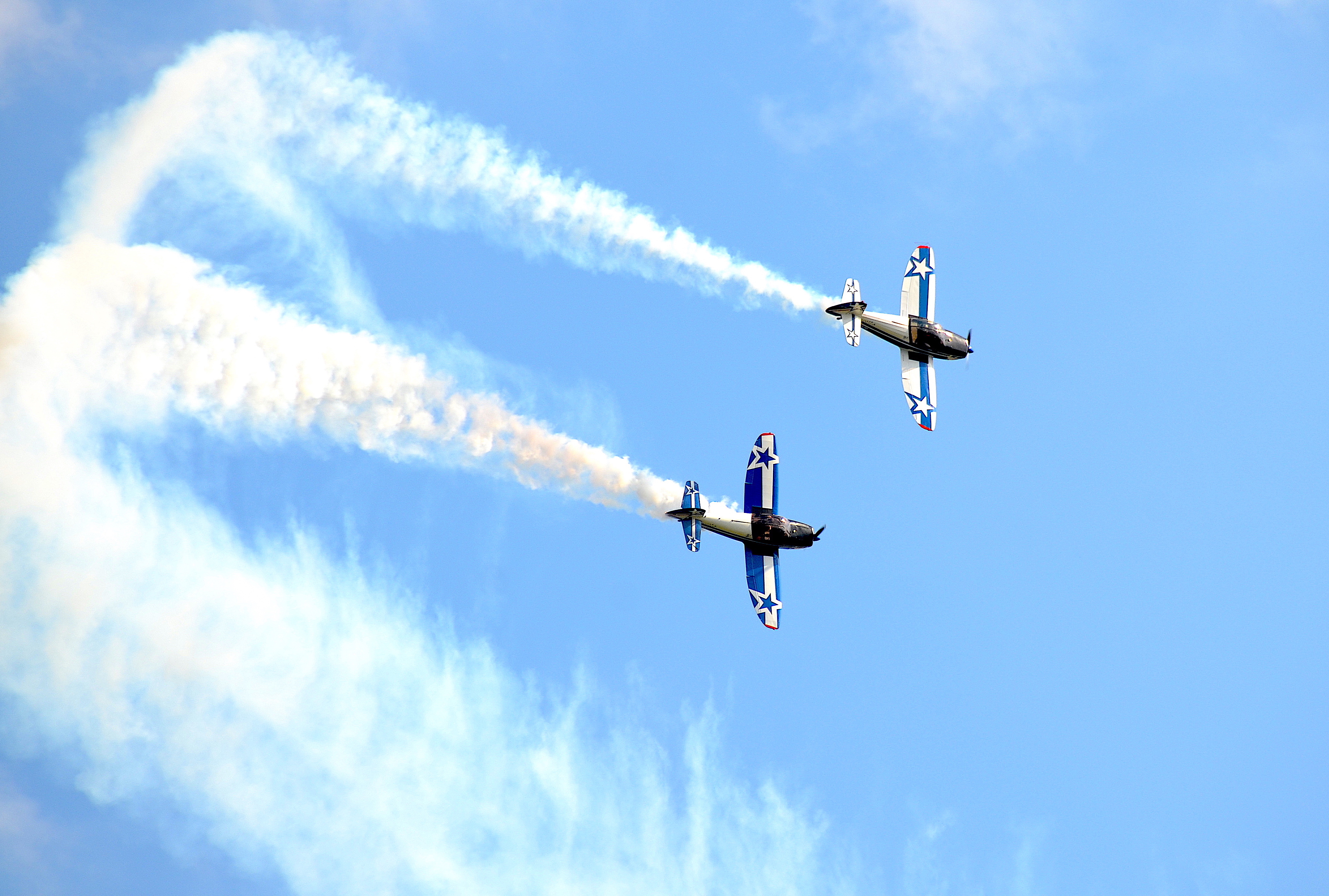
Kunstflug mit der Mudry CAP-10B bei einer Flugschau auf dem Flugplatz Albstadt-Degerfeld

Grundsätzlich gilt es zu unterscheiden zwischen dem als Sport betriebenen „reinen“ Kunstflug und den Vorführungen an Flugschauen. Der Unterschied ist vergleichbar zu dem zwischen Kunstturnen und Zirkusakrobatik.
Beim als Sport betriebenen (reinen) Kunstflug versucht ein Pilot, vorgegebene Figuren möglichst präzise zu fliegen. Dabei gibt es für jede Abweichung von der Idealform Abzüge, wobei diese Abweichungen nur für Fachleute zu erkennen sind, was diese Form des Kunstflugs für Laien weniger interessant macht. Der an Flugschauen gezeigte Kunstflug ist dagegen meist auf ein Laienpublikum zugeschnitten: Im Vordergrund steht die spektakuläre Schau, die fliegerische Technik tritt in den Hintergrund. Im Englischen haben sich für diese zwei Arten der Fliegerei auch zwei verschiedene Wörter herausgebildet: „Aerobatics“ und „Stuntflying“. Allerdings wird diese Unterscheidung aber vor allem von Laien nicht konsequent angewandt. Auf Deutsch gibt es diese sprachliche Unterscheidung nicht.
Sportlicher Kunstflug ist nicht gefährlicher als normales Fliegen, wenn der Pilot für den Kunstflug ausgebildet ist und sich an die Grenzen seiner Fähigkeiten und der des Flugzeugs hält. Während der Kunstflugausbildung beschäftigt er sich intensiv mit diesen Grenzen und lernt, auch außergewöhnliche Flugzustände zu beherrschen. Eine Kunstflugausbildung wird daher von vielen Piloten auch als nützliches Sicherheitstraining angesehen. Die gesetzliche Mindestflughöhe beim Kunstflug, in Deutschland 450 Meter, reicht zudem aus, um ein Flugzeug wieder abzufangen, sollte es einmal „aus einer Figur herausfallen“, was vor allem während der Ausbildung oder beim Einüben einer neuen Figur immer wieder einmal vorkommt. Daher sind Unfälle beim Kunstflug sehr selten. (Bei Wettbewerben der fortgeschrittenen Klassen gilt eine niedrigere Mindestflughöhe.)
Bei Flugschauen hingegen fliegen die Piloten zum Teil erheblich tiefer, um eine spektakuläre Schau zu bieten. Misslingt auf dieser Höhe ein Manöver, so bleibt kaum noch Zeit und Raum, den Fehler zu korrigieren. Eric Müller bringt es in seinem 1983 geschriebenen Buch Flight Unlimited, einem Kunstflug-Lehrbuch, das noch heute als Standardwerk gilt, auf den Punkt: „Seit sechzig oder so Jahren scheint es an Flugschauen einen permanenten Wettbewerb zu geben, wer im Rückenflug am tiefsten fliegen kann. Dieser Wettbewerb wurde noch jedes Mal von jenem Piloten gewonnen, dessen Rückenflug im Boden endete“ (aus dem Englischen übersetzt). Ebenso birgt der Formationsflug nicht zu unterschätzende Gefahren.
Folgende zwei Unglücke sind denn auch auf diese beiden Ursachen zurückzuführen:
- In Deutschland gerieten öffentliche Flugshows in die Kritik, als am 28. August 1988 bei einem Unglück während einer Flugschau im rheinland-pfälzischen Ramstein drei Militärflugzeuge der Frecce Tricolori in ca. 40 m Höhe zusammenprallten. Eines der Flugzeuge stürzte brennend in die Zuschauer, wobei 70 Menschen getötet und ca. 1000 verletzt wurden, davon 450 schwer mit lebenslangen Folgen.
- Das bislang schwerste Unglück bei einer Flugschau ereignete sich am 28. Juli 2002 auf einem Militärstützpunkt in der Nähe von Lemberg in der Ukraine. Während einer Flugvorführung stürzte eine Suchoi Su-27 der Ukrainian Falcons in die Zuschauermenge und zerschellte. Bei dem Unglück wurden 86 Menschen getötet und über 500 zum Teil schwer verletzt.